# K League 1989
Die Korea Professional Football League 1989 war die siebte Spielzeit der höchsten südkoreanischen Fußballliga. Die Liga bestand aus sechs Vereinen. Ihlwa Chunma kam neu in die K League. Sie spielten jeweils achtmal gegeneinander.

## Teilnehmende Mannschaften
folgende Mannschaften nahmen an der Korea Professional Football League 1989 teil:
| Verein                 | Stadt/Region               | Gründungsjahr | Heimspielstätte                                                       | Vorjahresplatzierung |
| ---------------------- | -------------------------- | ------------- | --------------------------------------------------------------------- | -------------------- |
| Yukong Elephants       | Incheon, Gyeonggi-do       | 1982          | Incheon-Sungeui-Stadion Suwon-Stadion Anyang-Stadion                  | 3. Platz             |
| POSCO Atoms            | Daegu, Gyeongsangbuk-do    | 1973          | Pohang-Stadion                                                        | Meister              |
| Daewoo Royals          | Busan, Gyeongnam           | 1979          | Busan-Gudeok-Stadion                                                  | 5. Platz             |
| Lucky-Goldstar Hwangso | Daejeon, Chungcheongnam-do | 1983          | Daejeon-Hanbat-Sports-Komplex Cheongju-Stadion Cheonan-Oryong-Stadion | 4. Platz             |
| Hyundai Horang-i       | Gangneung, Gangwon-do      | 1983          | Gangneung-Stadion Chuncheon-Stadion Samcheok-Stadion Wonju-Stadion    | Vizemeister          |
| Ihlwa Chunma           | Seoul                      | 1989          | Dongdaemun-Stadion                                                    | Neu                  |

## Abschlusstabelle
| Pl. | Verein                 | Sp. | S  | U  | N  | Tore    | Diff. | Punkte |
| --- | ---------------------- | --- | -- | -- | -- | ------- | ----- | ------ |
| 1.  | Yukong Elephants       | 40  | 17 | 15 | 8  | 051:400 | +11   | 49:31  |
| 2.  | Lucky-Goldstar Hwangso | 40  | 15 | 17 | 8  | 053:400 | +13   | 47:33  |
| 3.  | Daewoo Royals          | 40  | 14 | 14 | 12 | 044:440 | ±0    | 42:38  |
| 4.  | POSCO Atoms (M)        | 40  | 13 | 14 | 13 | 049:500 | −1    | 40:40  |
| 5.  | Ihlwa Chunma           | 40  | 6  | 21 | 13 | 044:520 | −8    | 33:47  |
| 6.  | Hyundai Horang-i       | 40  | 7  | 15 | 18 | 034:490 | −15   | 29:51  |

| (M) | Amtierender Meister POSCO Atoms |